# Maskinongé
A Regionalidade Municipal do Condado de Maskinongé está situada na região de Mauricie na província canadense de Quebec. Com uma área de mais de dois mil quilómetros quadrados, tem, segundo o censo de 2006, uma população de cerca de trinta e cinco mil pessoas sendo comandada pela cidade de Louiseville. Ela é composta por 17 municipalidades: 1 cidade, 9 municípios e 7 freguesias.

## Municipalidades

### Cidade
- Louiseville

### Municípios
- Charette
- Maskinongé
- Sainte-Angèle-de-Prémont
- Saint-Boniface
- Saint-Édouard-de-Maskinongé
- Saint-Élie-de-Caxton
- Saint-Mathieu-du-Parc
- Saint-Paulin
- Yamachiche

### Freguesias
- Saint-Alexis-des-Monts
- Saint-Barnabé
- Saint-Étienne-des-Grès
- Saint-Justin
- Saint-Léon-le-Grand
- Saint-Sévère
- Sainte-Ursule